# Entz Ferenc
Entz Ferenc Miklós Lajos (Sümeg, 1805. december 6. – Promontor, 1877. május 9.) orvos, pomológus, szőlész és kertész, a Magyar Tudományos Akadémia levelező tagja. Kutatásainak köszönhetően teremtődött meg a modernkori magyar borászat tudományos háttere.

## Életpályája
Sümegen, Zala vármegyében született nemesi családban, ahol édesapja, idősebb Entz Ferenc, megyei orvos, nagyapja molnár, anyja, nemes Pillér Katalin volt. Keresztszülei barkóci Rosty Lajos (1769–1839) kapitány, sümegi lakos és felesége, Khelbl Anna (1776–1823) voltak. Korán árvaságra jutott, ezért nagyszülei nevelték Pozsonyban, amely akkor az ország jelentős kertészeti központja volt. Családjából többen a magyar tudomány kiemelkedő tagjaivá váltak. Fia idősb. Entz Géza biológus, zoológus, egyetemi tanár és unokája ifj. Entz Géza zoológus, egyetemi tanár.

### Orvosként
1825-ben Pestre ment az orvosi egyetemre. Gyakorlati tanulmányait Bécsben folytatta, és 1831-ben fejezte be. Akkoriban Bécsben a kolera tombolt, így a fiatal orvos szolgálataira nagy szükség volt. A járvány megszűnése után Batthyány Fülöp herceg alsó-ausztriai uradalmában kapott alkalmazást mint orvos. Innen  hasonló minőségben Bouquoy grófhoz, Csehországba ment, de mert hazájába vágyott vissza, ismét Batthyány herceg szolgálatába állt, s az enyingi uradalomhoz tartozó Mezőkomáromba költözött, ahol 16 évet töltött. A szabadságharcban honvéd főorvosként vett részt.

### Szőlészként
Orvosi gyakorlata közben Entz előszeretettel foglalkozott a mezőgazdaság, a kertészet és szőlőművelés gyakorlati és elméleti tanulmányozásával, faiskolát, kertet és szőlőtelepet alapított. Szerzett tapasztalatait szaklapokban közölte. E foglalkozást utóbb annyira megkedvelte, hogy az orvosi pályától végképpen megvált. 1850-ben Pestre költözött, és ott a kerepesi vám közelében, a Csömöri út (Budapest, XIV. kerület) mellett, többek támogatásával gyakorlati tanintézetet és gazdasági kertészetet alapított a hazai gyümölcsfa- és szőlőtermesztés előmozdítására, mely 1853. november 1-jén nyílt meg. Történetéről kevés adat maradt fenn az utókor számára, de az bizonyos, hogy annak sikeresebb berendezése és vezetése céljára a Magyar Királyi Helytartótanácstól 2000 forint évi segélyt eszközölt ki. Amikor pedig 1860-ban a Magyar Gazdasági Egyesület a már korábban Budán, a Gellért-hegy déli alján, a Schams-féle szőlőtelep kapcsolatában vincellériskolát állított fel, annak vezetésére pályázatot írt ki, amelyet Entz nyert el. Ezt az állást azonban – az Egyesület kikötése miatt – csak úgy foglalhatta el, ha saját iskolájának vezetéséről lemond. Ennek következményeként, a növendékek az egyesületi iskolában folytatták tanulmányaikat, Entz pesti magániskolája pedig megszűnt. A budai vincellériskolát 16 évig vezette, kiváló hozzáértéssel. Súlyos szembaja miatt 1876-ban lemondott, Promontorra vonult vissza nyugalomba, ahol a következő évben fejezte be tevékeny életét.

### Akadémiai tagsága
Érdemei elismeréseül a Magyar Tudományos Akadémia 1858. december 15-én levelező tagjává választotta, s több külföldi szakegyesületnek is tagja volt.

## Művei
Entz nagyon termékeny író volt. A Magyar Gazdának, a Gazdasági Lapoknak állandó munkatársa volt; természettudományi folyóiratokba írt, sőt képes, és politikai lapokban is közölt ismeretterjesztő munkákat. A Gazdasági Egyesület
által kiadott Kis Tükörben a szőlőszeti és kertészeti részt ő írta, úgyszintén a Korizmics László, Benkő Dániel és Morócz István által kiadott Mezei gazdaság könyvének éppen nevezett szakokra vonatkozó dolgozata az ő tollából került ki. Szerkesztette és kiadta a Borászati füzeteket, amelyekből utóbb a Borászati Lapok keletkezett. 1854–1859 között 15 füzetben szerkesztette a Kertészeti Füzetek című időszaki kiadványt.

### Önállóan megjelent művei
- A Sió mellékének vázlata természetrajzi és orvosi szempontból (Pest, 1847).
- Programm einer prakt. Bildungsanstalt für Nutzgärtnerei, ganz besonders aber für die Obst- u. Weincultur. (Pozsony, 1854) Kertészeti füzetek (Pozsony, 1854 és 1856-59, 15 füzet);
- a Gazd. Lapokba irt kertészeti cikkeinek gyűjteménye
- Népszerű káté a szőlőművelés és borkezelés okszerű módjáról, külföldön tett tapasztalatok után (Pozsony, 1862. 2. kiadás uo. 1870); Ugyanez németül is megjelent két kiadásban
- Dr. Entz Ferenc borászati utazása Franciaországban s a Rajnavidéken (Pozsony, 1864);
- Hollandi utam, különös tekintettel borügyünkre s a gallizáció értékére (Pozsony, 1865). Ujabbkori magyar gazda. Népies olvasókönyv. (Pozsony, 1868; 100 db. arannyal jutalmazott mű);
- A hazai szőlészet (Pozsony, 1868; Gyürky Antallal együtt); Leiró katalog és árjegyzéke az orsz. m. gazd. egyesület budai szőllő- és faiskolájában található sima és gyökeres szőlővesszőknek (Pozsony, 1869)
- Magyarország borászata (uo. 1869. Málnay Ignác dr.-ral és Tóth Imrével)
- A szőlőszet és borászat Erdélyben (uo. 1870. Málnay Ignác dr.-ral)
- Ujabban felmerült borkérdések megoldásához (Bpest, 1875)

## Emlékezete
- Galgóczy Károly: Emlékbeszéd Dr. Entz Ferencz, a M. Tud. Akadémia levelező tagja fölött
- Geday Gusztáv. Entz Ferenc. A múlt magyar tudósai. Akadémiai Kiadó. 1980